# Samuel Linnaeus
Samuel Linnæus, född 1 maj 1718 i Stenbrohults församling, Kronobergs län, död 20 juni 1797 i Stenbrohults församling, Kronobergs län var en svensk präst. Han var son till Nils Linnæus och Christina Brodersonia och yngre bror till Carl von Linné.

## Biografi
Linnæus föddes 1718 i Stenbrohults församling. Han var son till kyrkoherden Nils Linnæus i församlingen och Christina Brodersonia. Linnæus studerade i Växjö år 1728 och blev student vid Lunds universitet år 1738. Han blev 1742 student vid Uppsala universitet. Där hade brodern Carl året innan hade blivit professor. Samuel forskade i den Palmskiöldska samlingen. Redan året därpå flyttade han tillbaka till Lund, där han 30 november 1743 och 10 december 1744 disputerade hos Sven Lagerbring på den topografiska avhandlingen De Wexionia ("Om Växjö"), som innehåller en detaljerad beskrivning av Växjö domkyrka innan branden år 1740. Han blev magister 1745 och efterträdde sin far (död 1748) som präst i Stenbrohult.

### Familj
Linnæus gifte sig 5 juni 1750 med Anna Helena Osander (1731–1790), dotter av kyrkoherden Nils Osander i Markaryds församling och Helena Lallerman. De fick tillsammans barnen Christina Helena Linnæus (född 1751) som var gift med kyrkoherden Joh. Allgulin i Fröderyds församling, Sara Maria Linnæus (1753–1755), Nicolaus Linnæus (1755–1760), Emerentia Juliana Linnæus (1756–1819) som var gift med brukspatronen Per Bergqvist på Diö bruk, Magdalena Elisabet Linnæus (född 1759) som var gift med komministern Anders Wetterström i Stenbrohults församling, Ulrica Linnæus (1760–1761), Ulrica Sophia Linnæus (1763–1769), Nicolaus Linnæus (1766–1767), Nils Olof Linnæus (1768–1769), Ulrica Charlotta Linnæus (född 1770) som var gift med kyrkoherden Petrus Nordstedt i Vederslövs församling, vice kollegan Carl Samuel Linnæus (född 1778) i Växjö trivialskola.